# Joelson Costa Dias
Joelson Costa Dias (Goiânia, 28 de abril de 1969) é um jurista brasileiro.
Formado em Direito pela UniCEUB em 1991, possui mestrado na Universidade Harvard. É membro da Comissão Nacional de Relações Internacionais do Conselho Federal da OAB. 
Escolhido pelo presidente Luiz Inácio Lula da Silva para ocupar o cargo de ministro substituto do Tribunal Superior Eleitoral, biênio (2009 - 2011), na vaga reservada aos advogados surgida pela posse como titular do ministro Arnaldo Versiani. Empossado em 16 de abril de 2009.